# (530) Turandot
(530) Turandot ist ein Asteroid des Hauptgürtels, der am 11. April 1904 vom deutschen Astronomen Max Wolf in Heidelberg entdeckt wurde.
Der Asteroid ist benannt nach einer Märchenfigur, die seit Carlo Gozzis Theaterstück Turandot (1762) als chinesische Prinzessin in Erscheinung tritt. Konkret wird als Namensgeber die gleichnamige Oper Puccinis angegeben, die allerdings erst 22 Jahre nach Entdeckung des Asteroiden uraufgeführt wurde.

## Trivia
Der Name des Asteroiden wurde 1945 verwendet für die Taufe des US-amerikanischen Angriffsfrachtschiffs (Attack Cargo Ship) der Artemis-Klasse USS Turandot (AKA-47).